# Hildebrando Monteiro Marinho
Hildebrando Monteiro Marinho (Rio de Janeiro, 2 de julho de 1917 – 2 de setembro de 2007) foi um médico brasileiro.
Graduado em medicina pela Escola de Medicina e Cirurgia em 1941. Foi eleito membro da Academia Nacional de Medicina em 1969, sucedendo Jorge Saldanha Bandeira de Mello na Cadeira 56, que tem João de Barros Barreto como patrono.